# Chaconia thailandica
Chaconia thailandica är en svampart som beskrevs av Y. Ono, Kakish. & Lohsomb. 1988. Chaconia thailandica ingår i släktet Chaconia och familjen Chaconiaceae.   Inga underarter finns listade i Catalogue of Life.